# Unser kurzes Leben
Pour plus de détails, voir Fiche technique et Distribution.
Unser kurzes Leben (en français Notre courte vie) est un film est-allemand réalisé par Lothar Warneke sorti en 1981.
Il s'agit d'une adaptation de Franziska Linkerhand, roman en partie autobiographique de Brigitte Reimann.

## Synopsis
Wolfgang ne supporte pas d'être marié à une architecte diplômée, une intellectuelle, alors qu'il est resté un simple ouvrier. L'homme s'enfuit dans l'ivresse. Le mariage de Franziska Linkerhand, conclu prématurément à l'âge de 18 ans, se rompt. Il n'y avait plus de compréhension commune possible. Après son divorce, l'architecte décide de quitter son emploi à Dresde parce qu'elle ne veut plus être l'étudiante préférée protégée et soutenue d'un professeur éminent, mais veut prouver par elle-même ses compétences dans la pratique quotidienne difficile. Elle demande un congé d'un an et l'obtient. Elle n'a pas besoin d'un gros camion de meubles pour déménager dans sa nouvelle sphère d'activité, puisque la famille de son ex-mari a presque entièrement vidé l'appartement.
Arrivée dans le centre-ville du quartier, elle est affectée au bureau d'architecture de la ville. Le chemin de la gare au bureau conduit Franziska à travers le cimetière. Il y a une symbolique : elle rencontre un collectif qui a depuis longtemps capitulé devant les contraintes de la pratique. La construction de logements pour les ouvriers en bordure de la vieille ville historique et sans lien. Elle essaie de concilier ses idéaux de vie vivable avec la réalité. Elle se rend vite compte que le chef du bureau, Schafheutlin, ne voit plus cette réalité, si bien que les disputes sont inévitables. Mais Franziska n'abandonne pas. Franziska veut abolir la séparation des fonctions entre la vie, le travail et les loisirs, qui est actuellement coulée dans le béton dans le nouveau projet de bâtiment satellite à la périphérie de la ville, et propose un concours pour la reconstruction de la vieille ville. Cela tombe dans l'oreille du sourd Schafheutlin. Mais elle se fait des alliés, comme son collègue expérimenté Kowalski, qui l'a encouragée dès le départ, et même l'architecte Grabbe, qui semblait si figé, qui apporte ses propres idées pour concevoir une zone piétonne. Enfin, l'architecte de la ville est prêt à parler au cartel du logement. Le concours est annoncé.
La taverne de Mme Helwig devient un lieu de refuge pour Franziska lorsqu'elle veut s'échapper de la cité-dortoir pour une raison quelconque. Il y a quelque temps, elle a remarqué un invité silencieux qui lit Die Weltbühne au milieu de toute l'agitation et qui ne le quitte presque jamais dans la rue. L'intellectuel apparemment introverti apparaît à Franziska comme une oasis dans le désert et pourtant ce Trojanovicz n'est qu'un chauffeur de camion-benne mais un au passé mystérieux : il eût été en prison, révèle le gardien du foyer. « Mieux vaut trente ans sauvages que soixante-dix bonnes années paisibles » : Son amour pour lui est sincère et aussi intransigeant que sa vie jusqu'à présent. Franziska le veut complètement, mais Trojanovicz vit avec Sigrid, qu'il ne veut pas quitter après qu'elle a tout sacrifié pour lui dans les moments difficiles. C'est comme ça qu'elle le perd.
Le jury, qui comprend également Schafheutlin, choisit le projet de Franziska Linkerhand. Mais la réalité n'est pas comme ça : le combinat la remercie chaleureusement, mais ne voit aucune option de mise en œuvre dans un avenir prévisible. Il n'y a pas de reconstruction de la vieille ville, ni amour, tout ce qui reste est le vide et la retraite sous l'aile sûre du professeur, qui l'a récemment assurée, lors de la cérémonie d'inauguration d'un théâtre auquel elle avait participé à la planification, qu'il compte fermement sur elle pour rejoindre son équipe. Puis Schafheutlin apparaît chez Franziska, qui est pratiquement déjà assise sur ses valises pleines, pour une réunion de direction...

## Fiche technique
- Titre original : Unser kurzes Leben
- Réalisation : Lothar Warneke assisté de Jan Bereska (de) et Andreas Höntsch (de)
- Scénario : Lothar Warneke
- Musique : Gerhard Rosenfeld (de)
- Direction artistique : Alfred Hirschmeier
- Costumes : Christiane Dorst, Herbert Henschel, Ruth Leitzmann
- Photographie : Claus Neumann (de)
- Son : Hans-Joachim Kreinbrink
- Montage : Erika Lehmphul
- Production : Horst Hartwig
- Société de production : DEFA
- Société de distribution : Progress Film-Verleih
- Pays d'origine :  Allemagne de l'Est
- Langue : allemand
- Format : Couleur - 1,66:1 - Mono - 35 mm
- Genre : Drame
- Durée : 113 minutes
- Dates de sortie :
  -  Allemagne de l'Est : 16 janvier 1981.
  -  Union soviétique : 1er novembre 1982.

## Distribution
- Simone Frost (de) : Franziska Linkerhand
- Hermann Beyer : Horst Werner Schafheutlin
- Gottfried Richter : Trojanovicz
- Dietrich Körner : Le professeur Reger
- Barbara Dittus : Mme Helwig
- Ingeborg Westphal : Sigrid
- Uwe Kockisch : Wolfgang
- Christine Schorn : Gertrud
- Gerd Staiger : Grabbe, architecte
- Helmut Straßburger (de) : Kowalski
- Annemone Haase : Mme Kowalski
- Dieter Knust : Le gestionnaire
- Christian Steyer : Jazwauk
- Freimut Götsch : le deuxième architecte
- Heinz Hupfer : le troisième architecte
- Karin Beewen : L'infirmière
- Gert Gütschow : Le médecin
- Annette Roth : Mme Krupkat
- Helga Ziaja : Griepentrog
- Evelin Splitt : la mère de Mario
- Birgit Frohriep : La sœur de Wolfgang
- Gisbert-Peter Terhorst : le beau-frère de Wolfgang
- Heinz Brinkmann : Oncle Paul
- Thea Schmidt-Keune : la vieille femme
- Victor Keune : le vieil homme

## Production
Initialement, on prévoit Rainer Simon ou Frank Beyer comme réalisateurs pour l'adaptation cinématographique du roman de Brigitte Reimann, morte en 1973, publié à titre posthume en 1975. Finalement Lothar Warneke transforme l'adaptation de Regine Kühn, acceptée par la DEFA, qui consiste en des résolutions des problèmes en un film bien dramatique, controversé car les problèmes de 1964 sont transférés au présent sans préjugés, paraissant donc critique du régime. Pour la dramaturge Regine Kühn, le film est une plaie ouverte unique et une expérience désagréable à tous points de vue.
La film est un succès dans les salles.

## Récompenses et distinctions
- 1981 : Sélection du Festival international du film de Moscou
- 1982 : Festival national du cinéma de la RDA[4] :
  - Meilleur second rôle pour Helmut Straßburger (de)
  - Meilleur montage pour Erika Lehmphul.